# Pinheiral (ort)
Pinheiral är en ort i Brasilien.   Den ligger i kommunen Pinheiral och delstaten Rio de Janeiro, i den sydöstra delen av landet, 800 km sydost om huvudstaden Brasília. Pinheiral ligger 375 meter över havet och antalet invånare är 19 469.
Terrängen runt Pinheiral är huvudsakligen platt, men söderut är den kuperad. Pinheiral ligger nere i en dal. Runt Pinheiral är det ganska tätbefolkat, med 86 invånare per kvadratkilometer.. Närmaste större samhälle är Volta Redonda, 10,7 km väster om Pinheiral.
Omgivningarna runt Pinheiral är huvudsakligen savann.